# Amt Münzenberg
Das Amt Münzenberg war ein Amt der Herrschaft, ab 1429: Grafschaft Hanau, ab 1458: Grafschaft Hanau-Münzenberg und in deren Nachfolge der Landgrafschaft Hessen-Kassel und des Großherzogtums Hessen in der Wetterau.

## Funktion
In der Frühen Neuzeit waren Ämter eine Ebene zwischen den Gemeinden und der Landesherrschaft. Die Funktionen von Verwaltung und Rechtsprechung waren hier nicht getrennt. Dem Amt stand ein Amtmann vor, der von der Landesherrschaft eingesetzt wurde. 
Mit dem Amt Münzenberg verwaltete Hanau seinen Anteil an dem Kondominat Herrschaft Münzenberg.

## Geschichte
Das Amt Münzenberg gehörte zur Münzenberger Erbschaft. Dies war der Nachlass Ulrichs II. von Münzenberg. Daraus erbte dessen Schwester Adelheid ein Sechstel. Sie war verheiratet mit Reinhard I. von Hanau, in dessen Familie ihr Anteil verblieb. Dazu zählte auch ein Sechstel der Herrschaft Münzenberg, zu dem 1684 ein weiterer Anteil in Höhe von 5⁄24 durch Hanau von dem damaligen Inhaber, Kurmainz, eingetauscht wurde. Die Erbinnen und ihre Rechtsnachfolger teilten die Erbschaft nie real auf, sondern führten sie als Kondominat weiter. Der Hanauer Anteil wurde in einem „Amt Münzenberg“ zusammengefasst.
Um in der Zeit nach der Landesteilung von 1458 die beiden Hanauer Grafschaften unterscheiden zu können, wurde der nördliche Teil seit 1496 offiziell als Grafschaft Hanau-Münzenberg bezeichnet. Damit wurde der Name des – innerhalb der Grafschaft eher unbedeutenden – Amtes Münzenberg als Unterscheidungsmerkmal gewählt.
Am Ende des Alten Reiches waren an dem Kondominat das Kurfürstentum Hessen als Rechtsnachfolger von Hanau-Münzenberg aufgrund einer Erbschaft von 1736 sowie die Häuser Solms und Stolberg beteiligt. Da Kurhessen sich dem Rheinbund verweigerte, besetzte Napoléon das Land. Das Amt Münzenberg unterstand so ab 1806 zunächst einige Jahre der französischen Militärverwaltung. Mit der Rheinbundakte von 1806 fiel die staatliche Hoheit über die Territorien von Solms und Stolberg, soweit sie in der Wetterau lagen, dem Großherzogtum Hessen zu. Dieses gliederte das so gewonnene Gebiet in das Fürstentum Oberhessen (ab 1816: „Provinz Oberhessen“) ein und führte mit dem (nun französisch verwalteten) Amt Münzenberg das Kondominat fort. Am 11. Mai 1810 schlossen das Großherzogtum und das Kaiserreich Frankreich einen Staatsvertrag mit dem Frankreich Gebiete, die es 1806 Kurhessen abgenommen hatte, an das Großherzogtum weiter gab. Der im Mai geschlossene Vertrag wurde von Napoléon aber erst am 17. Oktober 1810 unterschrieben. Das hessische Besitzergreifungspatent datiert vom 10. November 1810 und umfasste auch das Amt Münzenberg, das nun komplett in das Großherzogtum integriert war. Dies alles geschah aber mit der Einschränkung, dass den Mediatisierten Rang und Rechte als Standesherren verblieben und sie weiter hoheitliche Rechte in Verwaltung und Rechtsprechung ausübten. Diese eigenständige Souveränität störte selbstverständlich den Anspruch des Großherzogtums auf das staatliche Gewaltmonopol.
Ab 1820 kam es im Großherzogtum Hessen zu Verwaltungsreformen. 1821 wurden auch auf unterer Ebene Rechtsprechung und Verwaltung getrennt und alle Ämter aufgelöst. Für die bisher durch die Ämter wahrgenommenen Verwaltungsaufgaben wurden Landratsbezirke geschaffen, für die erstinstanzliche Rechtsprechung Landgerichte. Die bisherigen Aufgaben des Amtes Münzenberg wurden hinsichtlich der Verwaltung dem Landratsbezirk Butzbach, die Aufgaben der Rechtsprechung dem Landgericht Friedberg übertragen.

## Bestandteile
Das Amt Münzenberg umfasste die Orte
- Heuchelheim
- Stadt Münzenberg
- Trais